# Terrorisme intellectuel
 (novembre 2022).
Le terrorisme intellectuel est une pratique d'intimidation envers ses contradicteurs, au moyen de procédés tels que les amalgames, sophismes, attaques ad hominem ou reductio ad Hitlerum pour limiter la formulation d'idées jugées gênantes ou politiquement incorrectes.
Ce concept est initialement marqué à droite ou à l'extrême droite.
L'expression est apparue lors de l'affaire Dreyfus. Elle se banalise durant l’après guerre, puis lors des débats de Mai 68 contre les staliniens et les maoïstes. Elle est ensuite reprise par des essayistes de droite et d’extrême droite tel que Alain de Benoist, Pierre-André Taguieff et Jean Sévillia. L'expression est plus tard popularisée dans le monde politique par Jacques Chirac, Nicolas Sarkozy, Jean-Marie Le Pen, Éric Zemmour, Marine Le Pen, Marion Maréchal et Gérald Darmanin.

## Histoire
L'expression est née pendant l'Affaire Dreyfus, en même temps que le mot « intellectuel », remplaçant la « tyrannie parlière » de Michel de Montaigne. En juin 1894, le journal antidreyfusard « la Vérité », dénonce « ce terrorisme intellectuel par lequel le libéralisme arrive quelquefois à régner. Décourager la contradiction, persuader l’adversaire qu’il est vaincu d’avance et qu’il n’a plus qu’à se soumettre ». Elle est reprise par le quotidien Le Temps pour désigner la « geistigen Terror », mentionnée dans Mein Kampf par Adolf Hitler, que le Parti social-démocrate d'Allemagne alors marxiste imposerait à la bourgeoisie. Elle se banalise pendant l’après guerre, et Jean Lacouture se réjouit de Mai 68 et du débat libre en y voyant un « l’antidote à des générations […] de terrorisme intellectuel ». L'expression est utilisée par les étudiants contre les staliniens et les maoïstes. Elle est ensuite reprise par des essayistes de droite qui essayent « de démontrer que la gauche cherche désormais à s’imposer comme le « camp du bien » en qualifiant tous ceux qui ne la suivent pas de « fascistes ». » Alain de Benoist, militant d’extrême droite et principal représentant de la Nouvelle Droite de la Mouvance identitaire, entre en guerre contre le Terrorisme intellectuel. Elle est utilisée dans les années 1970 « pour dénoncer la « police de la pensée » des idéologues marxistes ». Elle est plus tard utilisée par les gaullistes et les libéraux comme Maurice Druon et Jean-François Revel et ensuite par Pierre-André Taguieff et Jean Sévillia, « adepte du roman national ». L'expression est plus tard popularisée dans le monde politique par Nicolas Sarkozy, Jean-Marie Le Pen, Éric Zemmour, Marine Le Pen et Marion Maréchal,.

## Définition et dénonciation
Le CNRTL mentionne dans sa définition du mot « terrorisme », entre autres, le sens par analogie d'« attitude d'intolérance, d'intimidation dans le domaine culturel, intellectuel et/ou spirituel ».
Selon Jean Sévillia, le terrorisme intellectuel serait une technique « totalitaire » qui viserait à ôter la parole à son contradicteur. Il l'estime « hypocrite » et « insidieux » car il définirait ce qu'est la « bonne conscience » pour faire de son opposant une « bête à abattre ». Selon lui, le procédé consisterait « à imprimer dans l'imaginaire d'un pays un archétype du mal » (ex. colonialisme, capitalisme, racisme, ordre moral, etc.), puis de faussement assimiler son contradicteur à cet archétype pour l'« attaquer non sur ce qu'il pense mais sur les pensées qu'on lui prête », pour terminer par sa diabolisation. L'objectif serait d'intimider, culpabiliser et disqualifier. Jean Sevillia avance que le terrorisme intellectuel serait le fait d'un système et qu'il ne faut pas y voir un complot ni lui chercher un chef d'orchestre. Il y voit une machine aveugle « appuyée sur des connivences doctrinaires et des réseaux de génération ». Pour Alain de Benoist, « il fut un temps où les polémiques avaient de la qualité. On échangeait des arguments. Aujourd'hui, on reçoit des coups. La chasse aux sorcières est pratique : elle garantit la bonne conscience ».
Selon Pierre-André Taguieff, le terrorisme intellectuel serait l'apanage de la gauche et de l'extrême-gauche. Selon lui, « la conquête du pouvoir politique présuppose celle du pouvoir culturel. Or, celui ci étant monopolisé par l’intelligentsia de gauche, il faut commencer par dénoncer le « terrorisme intellectuel » de la gauche. ». Pour Pascal Durand et Sarah Sindaco, le discours de Pierre-André Taguieff évolue entre 1994 où il déclare à propos du projet métapolitique du Groupement de recherche et d'études pour la civilisation européenne et d'Alain de Benoist que « La conquête du pouvoir politique présuppose celle du pouvoir culturel. Or, celui ci étant monopolisé par l’intelligentsia de gauche, il faut commencer par dénoncer le « terrorisme intellectuel » de la gauche. » En 2007, il ironise sur « quelques intellectuels de gauche » qui s’affolent sur « la construction fantasmatique d'un complot d'extrême droite, dont l'objectif était la prise de pouvoir culturel, comme préalable à la prise du pouvoir politique »
Selon Valérie Toranian, le terrorisme intellectuel aurait régné dans les années 1950 durant la guerre froide dans les facultés de sciences humaines sociales en France où toute critique de la pensée communiste aurait été impossible. « L’incarnation la plus emblématique » en serait selon elle Jean-Paul Sartre pour qui « tout anticommuniste est un chien » et qui aurait accusé ceux qui dénonçaient des crimes de l'Union soviétique de « déviance bourgeoise » faisant le jeu des États-Unis. Son usage dans ce contexte aurait disparu avec la fin du communisme. Valérie Toranian estime également qu'une nouvelle forme serait apparue aujourd’hui avec ce qu'elle nomme l'« indigénisme racialiste ». Selon elle, ceux qui s'opposent à cette « nouvelle doxa décoloniale (...) se font traiter de racistes faisant le jeu du Rassemblement national ».

## Utilisation politique
En France, lors de la campagne présidentielle de 1988, Jacques Chirac déclare qu'il n'est pas « disposé à subir le terrorisme intellectuel d'une gauche moralement et intellectuellement décadente ». De même, lors de la campagne présidentielle de 2002, Nicolas Sarkozy a dénoncé un « terrorisme intellectuel » chez ceux qui critiquaient sa politique dans la lutte contre la délinquance et à nouveau en 2012 quand L'Humanité l'a comparé au maréchal Pétain après qu'il eut déclaré que « Le Pen est compatible avec la République ». Marion Maréchal dénonce un « terrorisme intellectuel » du « gouvernement » et d'une « partie des journalistes de gauche » qui a fait que les élus du Rassemblement national renoncent à participer à un rassemblement en hommage à la jeune Lola assassinée. Les parents de la victime ne voulaient pas de récupération politique. En 2023, l'expression est employée par le ministre de l'Intérieur Gérald Darmanin pour qualifier le discours de l'opposition d'extrême gauche sur l'usage de la force lors des manifestations contre la réforme des retraites de 2023 et à Sainte-Soline (mouvements d'opposition aux « méga-bassines » en France),

## Commentaire et analyse
Selon Télérama, l'expression fait partie des éléments de langage de l'extrême droite qui « a imposé son vocabulaire dans le débat public et subverti le sens des mots », au côté d'autres expressions tel que bien-pensance, islamo-gauchisme et droit-de-l'hommisme.
Selon Bérengère Viennot, journaliste de Slate.fr, le terrorisme intellectuel est une réalité qui fonctionne, résultant en censure, autocensure et peut parfois n'être qu'une première étape vers la violence physique.
Pour l'Obs, dans le cadre de son utilisation par Gérald Darmanin, « Sa force tient peut-être à son caractère légèrement oxymorique. En la lançant, le ministre de l’Intérieur fait d’une pierre deux coups : il délégitimise le monde intellectuel (un classique de la droite) ; il justifie l’arsenal antiterroriste utilisé contre les militants écologistes mobilisés contre les méga-bassines. Ces militants qu’il avait qualifiés il y a quelques mois, ce n’est pas un hasard, d’"écoterroristes". »